# 조선인민군의 무기 목록
조선인민군의 무기일람이다.

## 전차 전력
2016년 12월을 기준으로 총 6,000여대의 전차를 보유하고 있다.

### 주력 전차
- T-62 개량형
- 천마-98   조선민주주의인민공화국이 자체 개발한 전차.
- 천마-214  천마-98의 개량형.
- 천마-215  천마-98의 2번째 개량형.
- 천마-216  천마-98의 최종 개량형.
- 선군-915  조선민주주의인민공화국이 자체 개발한 최신전차.

### 경전차
- 신흥 - 조선민주주의인민공화국이 자체 개발한 수륙양용 경전차.

## 장갑차 전력
2016년 12월을 기준으로 총 4,700여대의 장갑차를 보유하고 있다.

### 보병전투차
- 323 장갑차
- 준마-ㄹ
- BTR-80

### 병력 수송 수송차(APC)
- K-61
- 63식
- VTT-323 승리
- M-2010 준마 - PT-85 신흥계열이다
- BMP-1
- BTR-40
- BTR-50
- BTR-60
- BTR-80 - BTR-80A형을 10여 대 공급받았다.
- BTR-152
- BRDM-2
- M1992 - BRDM과 비슷한 외형의 4륜 장갑차.

## 포병 전력
2008년 12월을 기준으로 총 8,500문의 야포를 보유하고 있다.

### 자행포
- 170mm M1978/M1989 자행포 - 59식 전차와 T-62 전차의 차대를 이용해 만든 장사정포이다. 곡산포, 주체포로도 알려져 있다.
- 152mm M1985 자행포
- 152mm M1974 자행포
- 130mm M1992 자행포
- 130mm M1975 자행포
- 122mm M1991 자행포
- 122mm M1981 자행포
- 122mm M1977 자행포
- 120mm M1992 자주박격포

### 야포
- 152mm M1985
- 152mm D-1
- 152mm M-10
- 152mm ML-20(M1937)
- 152mm D-20
- 130mm M-46/59식
- 122mm D-74
- 122mm D-30
- 122mm A-19
- 122mm M-30/54식
- 122mm M1937
- 122mm M1931

### 방사포
2008년 12월을 기준으로 총 5,100문의 야포를 보유하고 있다.
- M1991 240mm 방사포
- M1985 240mm 방사포
- M1985 122mm 방사포
- 63식 130mm 방사포
- 63식 107mm 방사포
- BMD-20
- RPU-14
- BM-24
- BM-21
- BM-14
- BM-11

## 소화기

### 권총
- 64식 - FN M1900의 복제품. 소음기를 장착한 것도 존재한다.
- 68식 - TT-33의 라이선스 생산형.
- 백두산 권총

### 자동소총
- 58식 보총 - AK-47의 라이센스 생산형.
- 63식 보총 - SKS의 라이센스 생산형. 독자적인 개량이 행해졌다.
- 68식 보총 - AKM의 라이센스 생산형.
- 88식 보총 - AK-74의 라이센스 생산형.
- 민간용 K2 소총 - 해외에서 민간용 K2 소총인 MAX-2와 DR-200을 들여와 특수작전등에 쓰이고 있다.
- 5.45mm 자동보총 -  현재 조선인민군의 주력 돌격보총이다.

### 저격소총
- 저격보총 - M76 저격소총의 국내 생산형.

### 기관총
- 62식 기관총 - RPD의 라이선스 생산형.
- 73식 경기관총 - PK기관총과 ZB26, Vz52의 영향을 받아 독자적으로 개발한 탄띠 및 탄창 겸용 기관총. 7.62x54mm 탄을 사용한다.
- 82식 경기관총 - 73식을 탄띠 급탄방식만으로 바꾼 기관총. 2002년 일본 영해에서 격침된 특수정에서 1정이 인양되었다.
- KPV 14.5mm기관총 - 주로 대공기총으로 사용된다.

## 대공포
- KS-19/59식 100mm대공포
- KS-12/72식 85mm대공포
- S-60/59식 57mm대공포
- M1939/55식 37mm대공포
- ZU-23-2 23mm대공포
- ZPU-4/56식 14.5mm 4연장 대공기총
- ZPU-2/58식 14.5mm 2연장 대공기총
- ZPU-1 14.5mm 대공기총

## 미사일

### 지대지 미사일

#### 탄도 미사일
- FROG-5(로켓)
- FROG-7(로켓)
- 스커드 B형
- 화성 5호
- 화성 6호
- 로동 1호(화성 7호)
- 로동 2호
- KN-02 독사 - 북한판 랜스 미사일. SS-21을 토대로 개발. 2008년 퍼레이드에 등장.
- 대포동 1호(백두산 1호)
- 대포동 2호
- 화성-10호
- 화성-13호
- 화성-14호
- 북극성-1호
- 북극성-2호

#### 순항 미사일
- P-15
- HY-2
- KN-01 - HY-2를 개량한 미사일. 사정거리가 100Km를 상회하는 것으로 알려져 있다.[2]

### 지대공 미사일
- S-75
- S-125
- S-200
- 번개-5
- 번개-6

#### 휴대용 지대공 미사일
스트렐라 2와 이글라를 화승총이라는 이름으로 국내 생산중이며 약 10,000문 정도 보유하고 있다.
- 화승총
- 화승총
- FIM-92 스팅어 - 1985년 말부터 미국이 무자헤딘에게 지원한 스팅어 지대공 미사일을 되사들이는 방식으로 확보하였다. 얼마나 확보 했는지는 알려지지 않았다.[3]

## 군용기

### 수송기
- 리슈노프 Li-2
- 안토노프 An-2 - 286대
- An-24 - 6대

### 전투기
- 미코얀 MiG-15
- 미코얀 MiG-17
- 미코얀 MiG-19
- 미코얀 MiG-21
- 미코얀 MiG-23
- 미코얀 MiG-29SE
- FC-1

### 공격기
- Q-5
- 수호이 Su-7
- Su-25K

### 폭격기
- 일루신 Il-28 - 82~85 대
- 투폴레프 Tu-16

### 훈련기
- 수호이 Su-7UMK
- 미코얀 MiG-15UTI
- FP-5(중화인민공화국제)
- FP-6(중화인민공화국제)
- 미코얀 MiG-21U/US/UM, FP-7(FP-7은 중화인민공화국제)
- 미코얀 MiG-23UB
- 미코얀 MiG-29UB(?)
- Su-25UBK
- 일루신 Il-28
- L-39
- CJ-6
- 야코블레프 Yak-18

### 무인 항공기 (UAV)
- 중국제 UV-10계열
- 중국제 SKY-09계열
- Pchela - 1T
- VR-3 레이
- 북한제 방현계열

### 헬리콥터
- 밀 Mi-2 185 대
- 밀 Mi-4 20~51 대
- 밀 Mi-6 15~24 대
- 밀 Mi-8 - 24 대
- 밀 Mi-14 - 8 대
- 밀 Mi-17 - 20 대
- 밀 Mi-24 - 50 대
- 밀 Mi-26 - 4 대
- 휴즈 300 - 30 대
- 휴즈 500 - 80 대

## 군함

### 잠수함/잠수정
- 프로젝트 613형 잠수함(위스키급) - 4척.
- 프로젝트 633형 잠수함(로미오급) - 22척. 중화인민공화국제 및 조선민주주의인민공화국제
- 프로젝트 641형 잠수함(폭스트롯급) - 4척. 1993년 일본의 도엔사를 통해 러시아로부터 인도받았다.[4]
- 프로젝트 621형 잠수함(골프 2급) - 1척. 1994년 일본의 도엔사를 통해 러시아로부터 인도받았다.[4]
- 상어급 잠수정 - 29척.
- 유고급 잠수정 - 20척(+10척?). 침투용 잠수정. 전체 길이 18m. 여러 명의 특수부대가 탈 수 있다.
- 신형 연어급 잠수정 - 이란의 가디르급 잠수정과 같은 형태로 보인다.
- 반잠수정
  - 구형 반잠수정 - 1983년 12월 3일 부산 다대포에 침투한 조선민주주의인민공화국의 반잠수정을 대한민국 해군이 격침하였다. 1985년 10월 20일에도 부산 청사포 앞바다에 침투한 반잠수정을 격침하였다.
  - 신형 반잠수정 - 1998년 12월 18일 여수로 침투한 조선민주주의인민공화국의 반잠수정을 대한민국 해군이 격침하였는데 인양결과 80년대의 반잠수정과는 다른 신형으로 밝혀졌다.

### 프리깃
- 크리박급 프리깃 - 1척(?). 운용상황은 불명[5][6]
- 나진급 호위함 2척.
- 서호급 호위함 1척. 쌍동선 선체의 독자적 설계로 밀 MI-14PL헬기 탑재가 가능하지만 거의 운용되지 않는다.

### 코르벳
- 사리원급 코르벳 3 척
- 트랄급 코르벳 1척

### 고속정
- 오사 I급 미사일 고속정 - 8척
- 후앙펑급 미사일 고속정 - 4척. 오사 I급의 중화인민공화국 개량형.
- 소주급 미사일 고속정 - 10척. 오사 I급/후앙펑급을 자체생산한 것.
- 코마르급 미사일 고속정 - 6척.
- 서흥급 미사일 고속정 - 6척. 코마급의 자체생산형.

### 경비정
- 소 I급 경비정 - 19척
- 하이난급 - 6척
- 대청 I급 - 7척
- 대청 II급 - 5척
- 상하이 II급 - 12척
- 정주급 - 6척
- 차호급 - 59척
- 청진급 - 54척
- 신포급 - 33척
- TB 11PA급 - 15척
- TB 40A급 - 10척

### 어뢰정
- 구성/신흥급 - 92척
- 프로젝트 206형 어뢰정 - 3척

### 기뢰/소해정
- 육도 I급 - 19척
- 육도 II급 - 5척

### 상륙함/정
- 한태급 - 10척
- 남포급 - 96척
- 흥남급 - 18척
- 한천급 - 7척
- 공방급 - 136척